# Arrigo Barnabé
Arrigo Barnabé (Londrina, 14 de setembro de 1951) é um compositor, cantor, pianista e ator brasileiro. 

## Biografia
Estudou Composição na Universidade de São Paulo (USP), de 1974 a 1979.
Barnabé apareceu em 1979, num festival universitário de música promovido pela TV Cultura. Sua música "Diversões Eletrônicas" ganhou o festival. Apresentou a música "Sabor de Veneno" no festival da TV Tupi, em 1979. Seu reconhecimento pelo grande público veio logo com o primeiro disco, Clara Crocodilo, em 1980, quando foi recebido pela imprensa como a maior novidade na música brasileira desde a Tropicália. Em suas composições, Arrigo mistura elementos e procedimentos da música erudita do século XX a letras ferinas sobre a vida na grande cidade. É comum a utilização de séries dodecafônicas, aliada a uma prosódia muito próxima da fala urbana de seu tempo.
A música de Arrigo Barnabé e sua banda Sabor de Veneno está muito ligada a outros artistas, como Itamar Assumpção (e a banda Isca de Polícia), e grupos, como Rumo, Premeditando o Breque e Língua de Trapo. Esses artistas e grupos estavam inseridos num contexto que acabou conhecido como Vanguarda Paulista.
Além das canções do disco Clara Crocodilo, outras canções, como "Uga Uga" - hit dos anos 80 com participação de Eliete Negreiros e Vânia Bastos nos vocais - foram sucessos prestigiados.
O compositor escreveu várias composições para trilhas sonoras de filmes brasileiros e a faixa-título de seu segundo álbum Tubarões Voadores, de 1984, é baseada em uma história em quadrinhos de Luiz Gê.
Atualmente apresenta um programa de rádio na Rádio Cultura de São Paulo: o Supertônica.
Arrigo Barnabé já atuou como ator da novela da Globo Direito de Amar, 1987, ao lado do amigo Tim Rescala, numa participação especial, quase nos últimos capítulos. Também participou dos filmes Nem tudo é verdade (1984), de Rogério Sganzerla, interpretando Orson Welles, e Cidade oculta (1986), de Chico Botelho.
O cantor foi também citado na canção "Língua", de Caetano Veloso, e "Eu Quero Saber Quem Matou", de Rogério Skylab.
Em 2019, lançou seu primeiro livro, intitulado "No Fim da Infância", publicado pela Grafatório Edições. A obra, autobiográfica, reúne memórias escritas por Arrigo Barnabé para diversos veículos.  
Em 2021, foi tema do filme "Amigo Arrigo", dirigido por Alain Fresnot e Junior Carone.

## Discografia
- 1980 - Clara Crocodilo
- 1984 - Tubarões Voadores
- 1986 - Cidade Oculta (trilha sonora)
- 1987 - Suspeito
- 1992 - Façanhas
- 1997 - Ed Mort (trilha sonora)
- 1998 - Gigante Negão
- 1999 - A Saga de Clara Crocodilo
- 2004 - Coletânea 25 Anos de Clara Crocodilo (inclui: Clara Crocodilo, Tubarões Voadores, Gigante Negão, A Saga de Clara Crocodilo e Uma Suíte a Quatro Mãos)
- 2004 - Missa In Memoriam Arthur Bispo do Rosário
- 2007 - Missa In Memoriam Itamar Assumpção
- 2008 - Arrigo Barnabé & Paulo Braga, Ao Vivo em Porto
- 2014 - De Nada a Mais a Algo Além -  Ao Vivo No Sesc Vila Mariana
- 2017 - Trilha Sonora do Filme Oriundi - True Love is Timeless
- 2024 - Arrigo Visita Itamar (Ao Vivo)
- 2025 - Relicário: Arrigo Barnabé & Banda Sabor de Veneno (Ao Vivo no Sesc 1980)

## Filmografia
| Ano  | Título                                                 | Personagem   | Notas          |
| ---- | ------------------------------------------------------ | ------------ | -------------- |
| 1981 | A Estória de Clara Crocodilo                           | Locutor      | Curta-metragem |
| 1982 | O Olho Mágico do Amor                                  | Office-boy   |                |
| 1986 | Cidade Oculta                                          | Anjo         |                |
| 1986 | Nem Tudo É Verdade                                     | Orson Welles |                |
| 1987 | Anjos da Noite                                         | Pianista     |                |
| 1991 | O Corpo                                                | —            |                |
| 2002 | Desmundo                                               | Músico       |                |
| 2012 | Luz nas Trevas – A Volta do Bandido da Luz Vermelha    | Vítima       |                |
| 2014 | A Primeira Missa ou Tristes Tropeços, Enganos e Urucum | O Pirata     |                |
| 2016 | Nervos de Aço                                          | Joel         |                |
| 2019 | Uma Noite Não É nada                                   | Médico       |                |
| 2022 | Passagem Secreta                                       | Rui          |                |
| 2023 | Luz nos Trópicos                                       | —            |                |